# (470309) 2007 JK43
(470309) 2007 JK43 est un objet transneptunien faisant partie des centaures, de magnitude absolue 7,3. Son diamètre est estimé à environ 200 km.